# Johann Baptist Neumüller

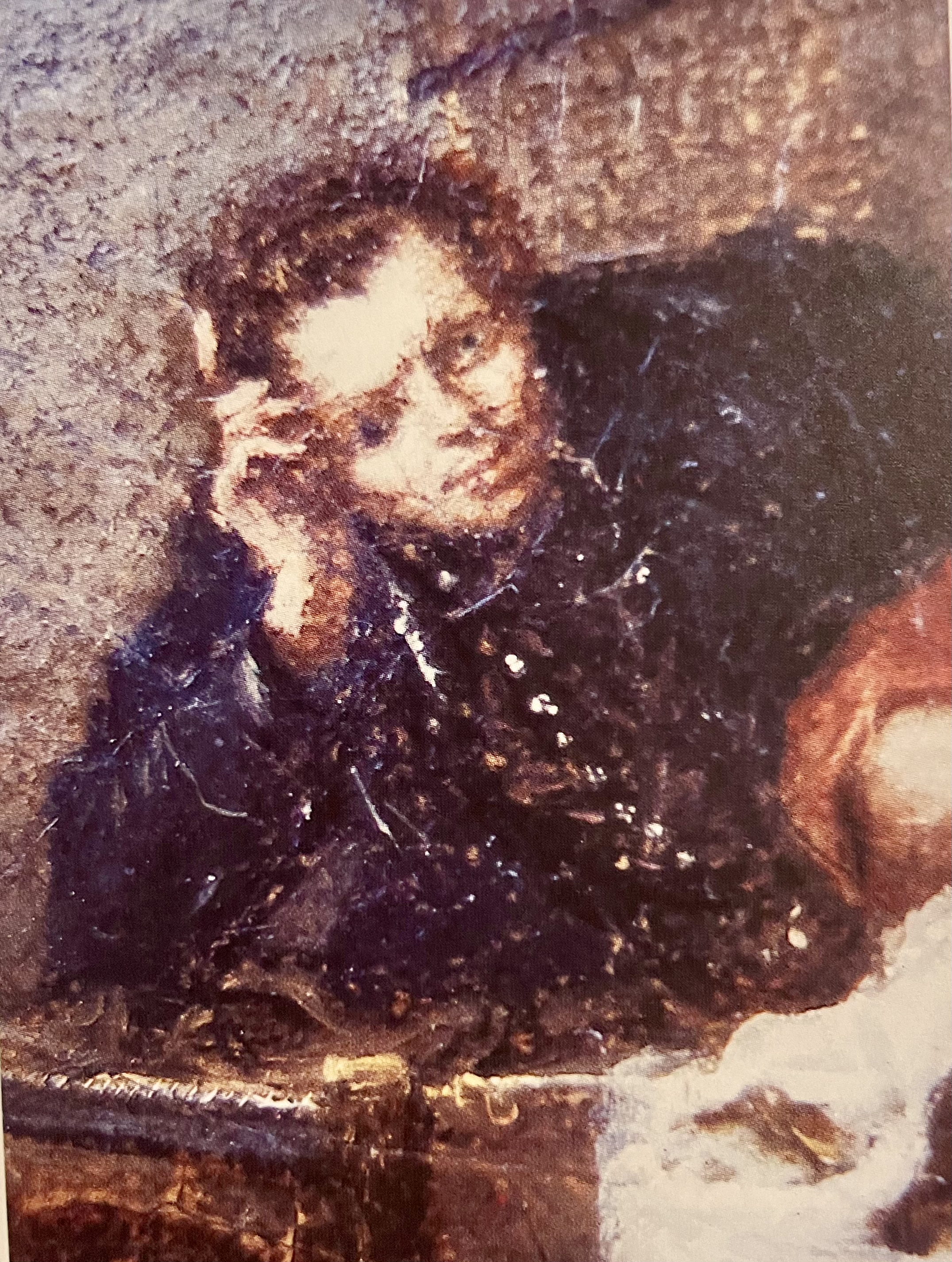
Johann Baptist Neumüller

Johann Baptist Neumüller (* 3. Juni 1799 in Vachendorf; † 14. März 1840 ebenda) war ein deutscher Porträtmaler des Biedermeier. Daneben malte er zahlreiche Bilder mit religiösen Motiven.

## Leben
Johann Baptist Neumüller wurde am 3. Juni 1799 in Vachendorf im Chiemgau geboren. Seine Eltern waren Elisabeth geb. Gschwendner aus Marquartstein und Lorenz Neumüller. Diese führten in Vachendorf einen Kramerladen. Die Kindheit des Malers war geprägt durch ein bäuerlich-ländliche Umfeld. Erste erhalten gebliebene Bilder aus seiner Kindheit zeigen alttestamentarische Motive. Im Alter von 14 Jahren wurde er von dem Traunsteiner Maler Georg Mair verklagt, weil er Grabkreuze bemalt hatte. Wegen Verstoß gegen die Zunftordnung wurde gegen Neumüller eine Strafe von 30 Kreuzern verhängt.
Der Vachendorfer Dorfpfarrer Georg Hippelli (1767–1822) wurde schon bald auf das künstlerische Talent des Heranwachsenden aufmerksam und er beauftragte Neumüller mit der Ausmalung seines Sommerhäuschen. Nach einer Besichtigung der Zeichnungen des Malers empfahl der Traunsteiner Stadtphysikus Dr. Jehling ihn an die Salinenzeichenschule in Reichenhall. Der dortige Salinenoberinspektor Kaspar von Rainer nahm ihn mit Einverständnis des Salinenbaumeisters Franz Xaver Brüderl an dieser Schule für eineinhalb Jahre kostenlosen Zeichenunterricht auf. Im Anschluss daran erhielt Neumüller vom Reichenhaller Salinen-Oberforstdirektor Huber eine Schulung in der Ölmalerei.
Nach dieser Ausbildung entstanden die beiden Porträts der Eheleute Anna und Joseph Wispauer aus Traunstein. Die Porträts sollten sich als Meilenstein in der Karriere des jungen Künstlers erweisen, dann als König Maximilian I. Joseph im Jahr 1822  im „Goldenen Hirschen“ dem Gasthof der Wispauers in Traunstein logierte, wurde dieser auf die Bilder aufmerksam gemacht. Neumüller wurde nach persönlicher Vorsprache beim König auf dessen Veranlassung Schüler an der Akademie der Künste in München. Er erhielt ein Gehalt von 100 Gulden. An der Akademie wählte der Vachendorfer das Fach Porträtmalerei.
Nach der Ausbildung kehrte er in seine Chiemgauer Heimat zurück und malte dort zahlreiche Porträts und Kirchenbilder. Etwa um 1829 hatte der Maler eine erste schwere gesundheitliche Krise. Er zeigte sich geistig verwirrt, denn er bezeichnete all seine bisherigen Freunde und Gönner als seine größten Feinde. Diese Krise überstand er auch durch die Unterstützung des Vachendorfer Pfarrers Eder und es folgten noch einmal vier Jahre eines unbändigen Tatendrangs.
1833 entstanden schließlich noch zwei Apostelbilder für die Pfarrei Haslach, danach findet sich kein gesichertes Werk von Neumüller mehr. In seinen letzten sieben Lebensjahren vereinsamte und verarmte der Künstler, er verweigerte jegliche ärztliche Hilfe und starb schließlich am 14. März 1840 an völliger Abzehrung.

## Werke
Einige Bilder aus der Kindheit Neumüllers blieben erhalten, so das Werk mit dem kuriosen Titel „Die sind Fluth“. Auch in späteren Jahren verblieb die Rechtschreibung des Malers weit unter seinem künstlerischen Niveau. Als qualitätvoll werden vor allem seine Porträts bezeichnet. Er stellte seine Modelle detailgetreu und realistisch dar. Die Lichtquelle kommt dabei bei jedem seiner Werke von links oben und die Personen blicken den Betrachter direkt an, wodurch eine starke Beziehung zwischen Betrachter und Porträtiertem entstehen kann. Anfang des 19. Jahrhunderts wurden in der Biedermeierzeit vermehrt wohlhabende Bürger porträtiert, so auch von Neumüller, der oft von Geschäftsleuten und Beamten beauftragt wurde. Im Folgenden eine Auswahl:

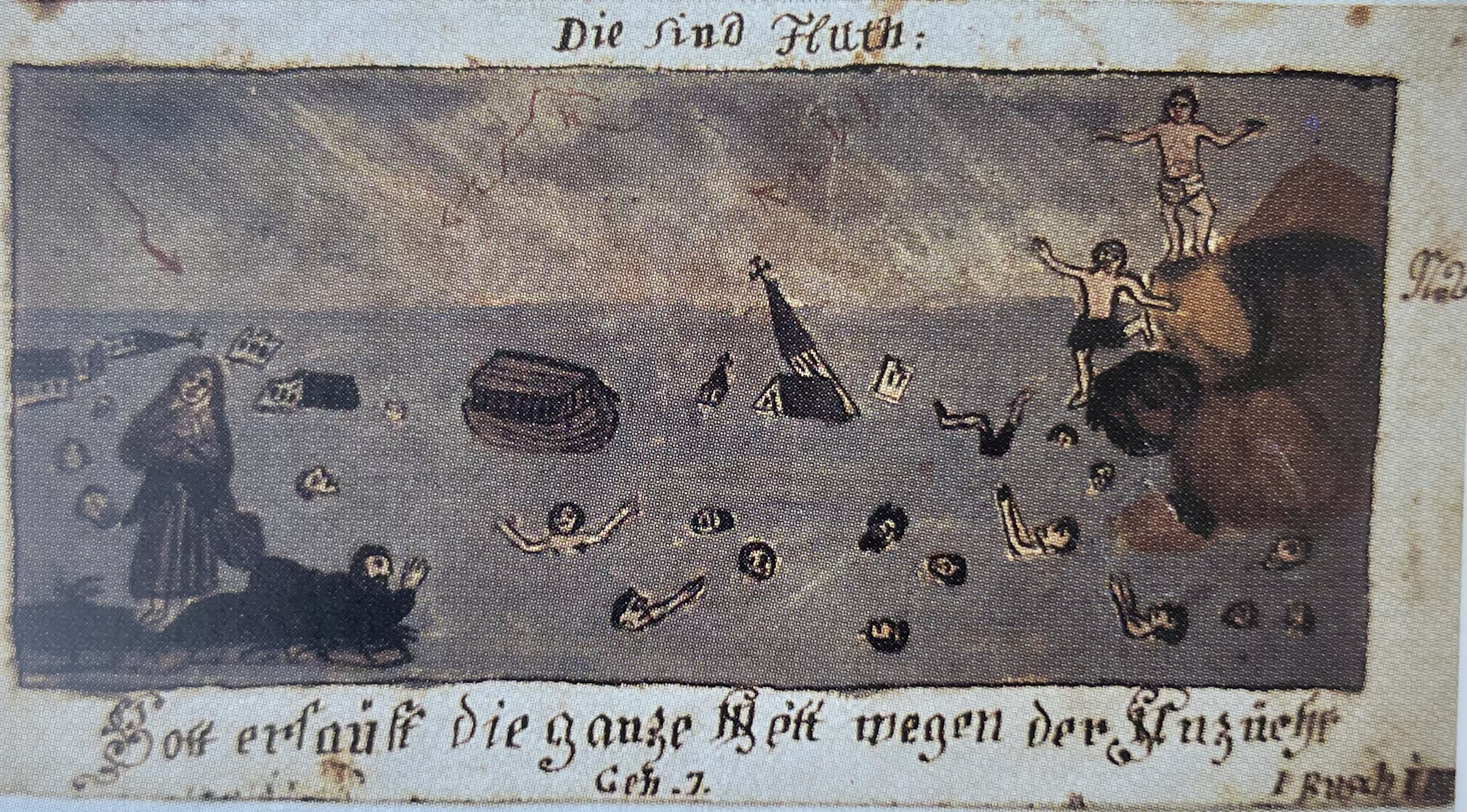
„Die sind Fluth“, Anfang 19. Jh
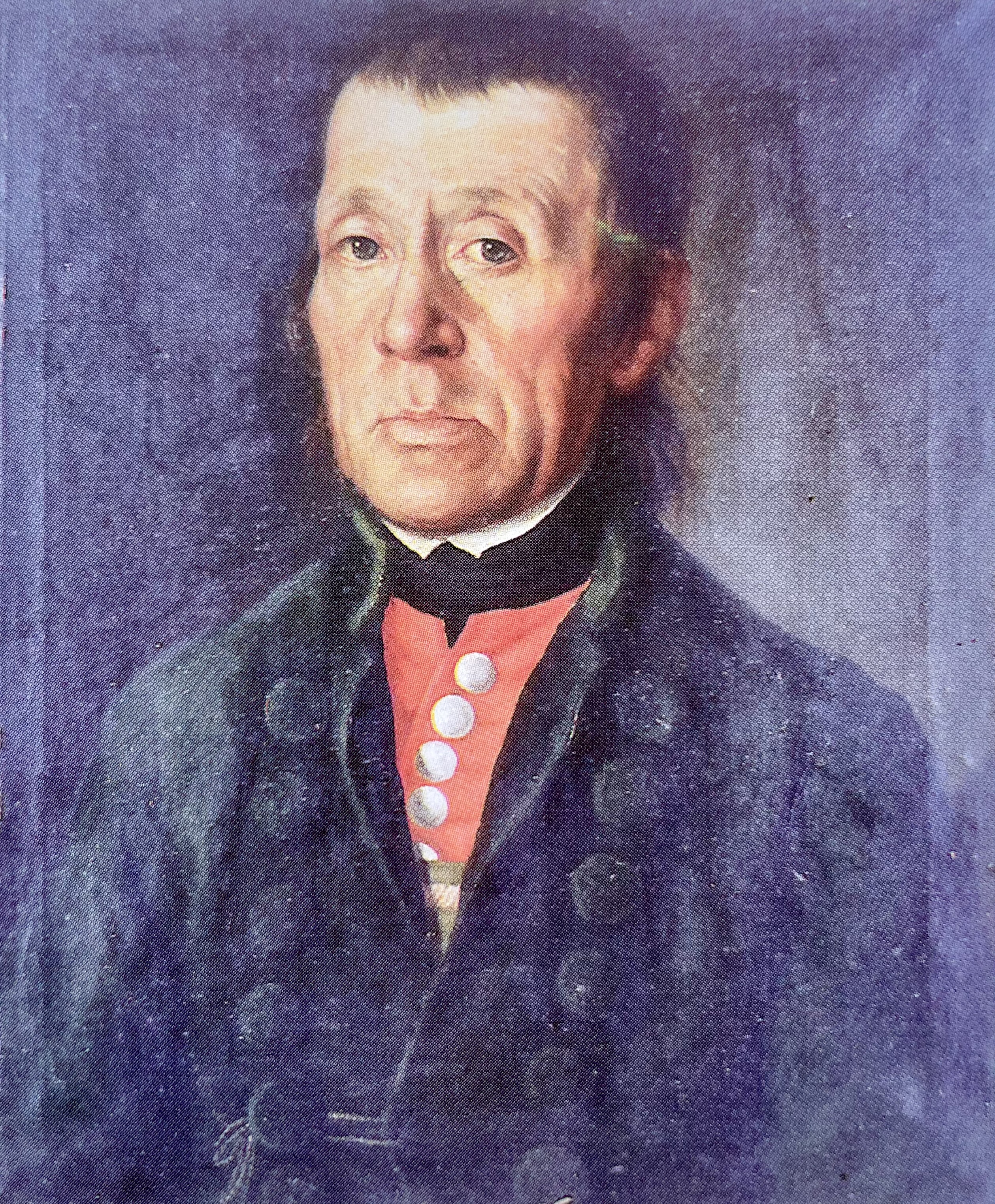
Franz Xaver Brüderl, Salinenbaumeister ca. 1818–1820
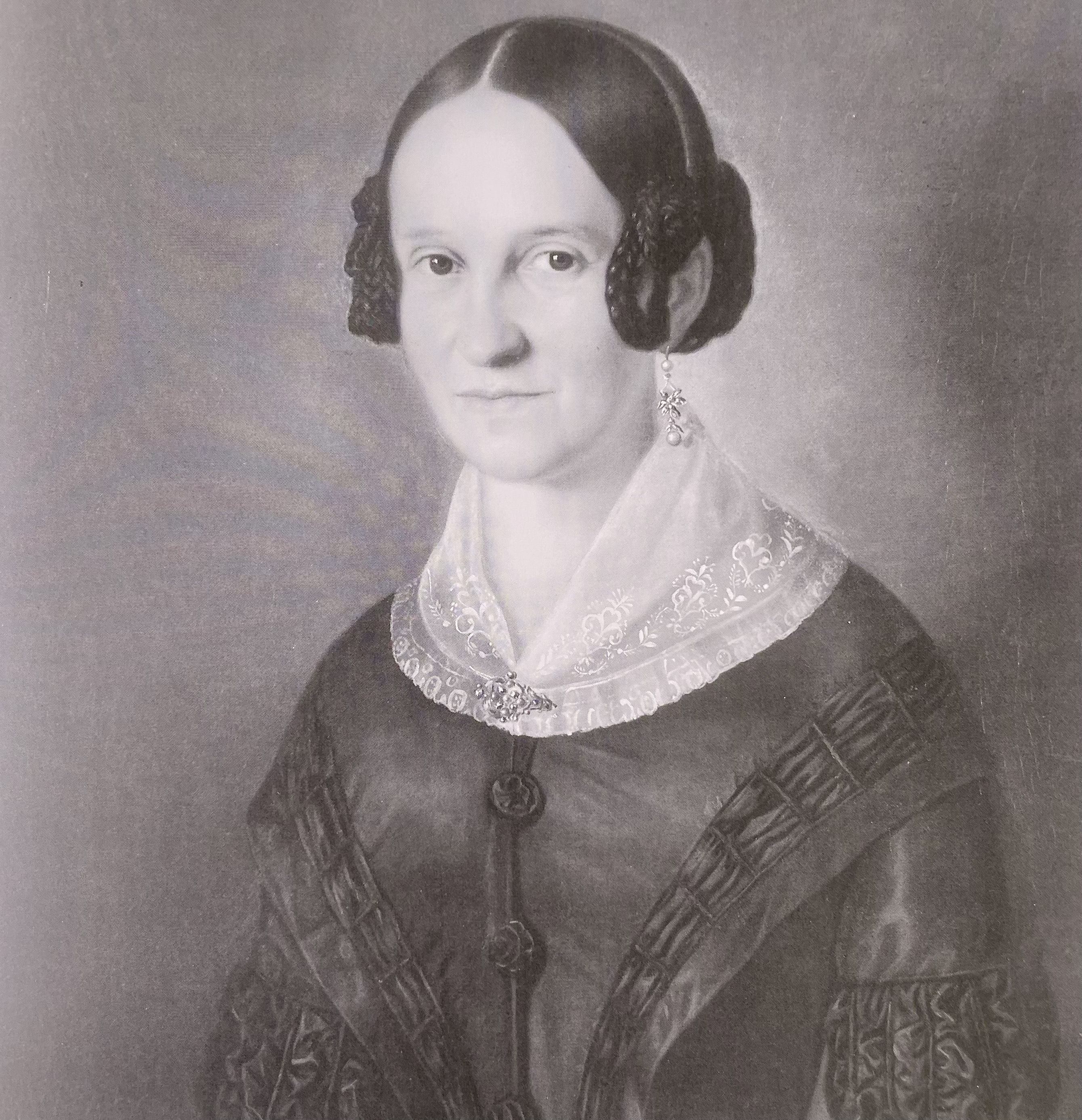
Anna Wispauer, Gastwirtin ca. 1820
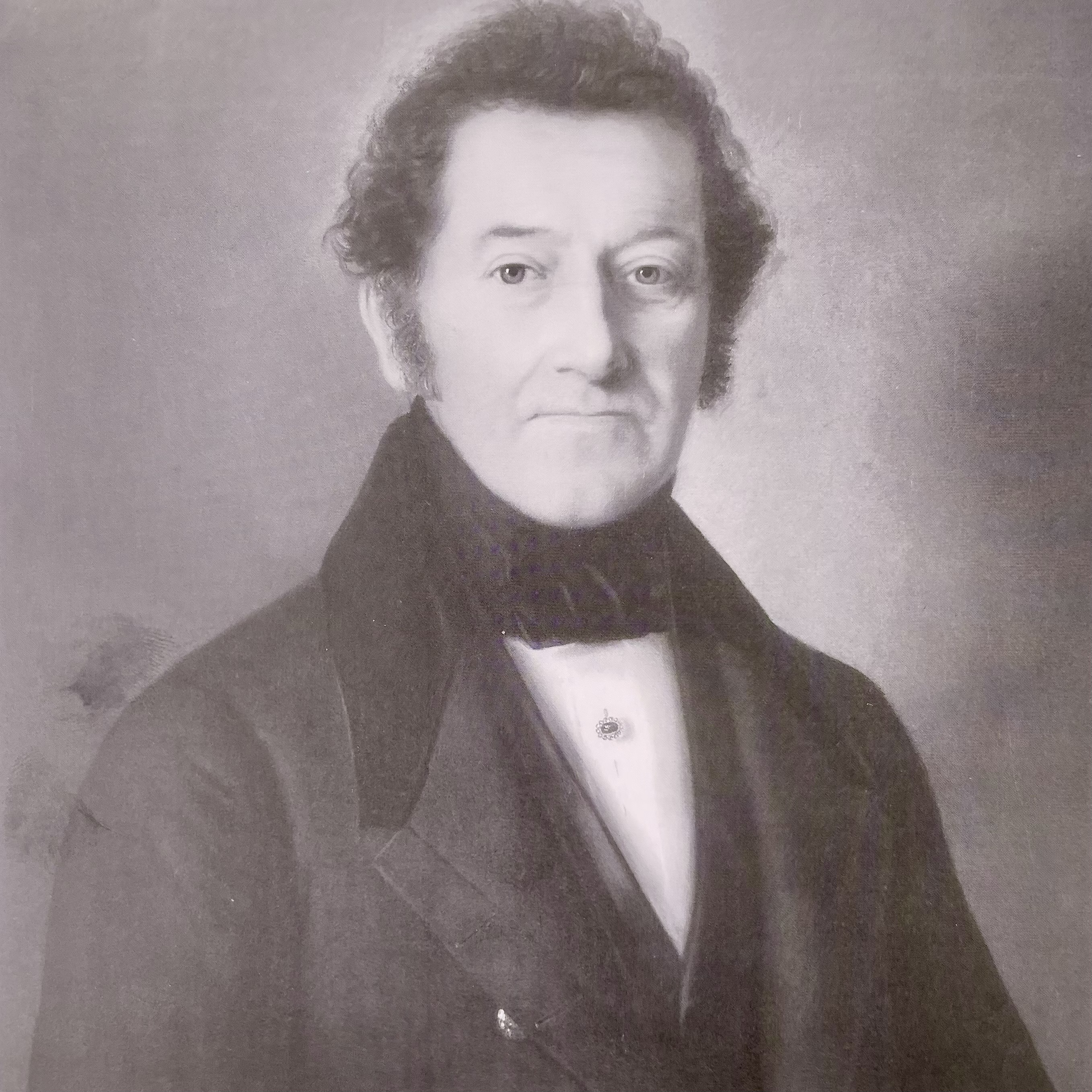
Josef Wispauer, Gastwirt ca. 1820
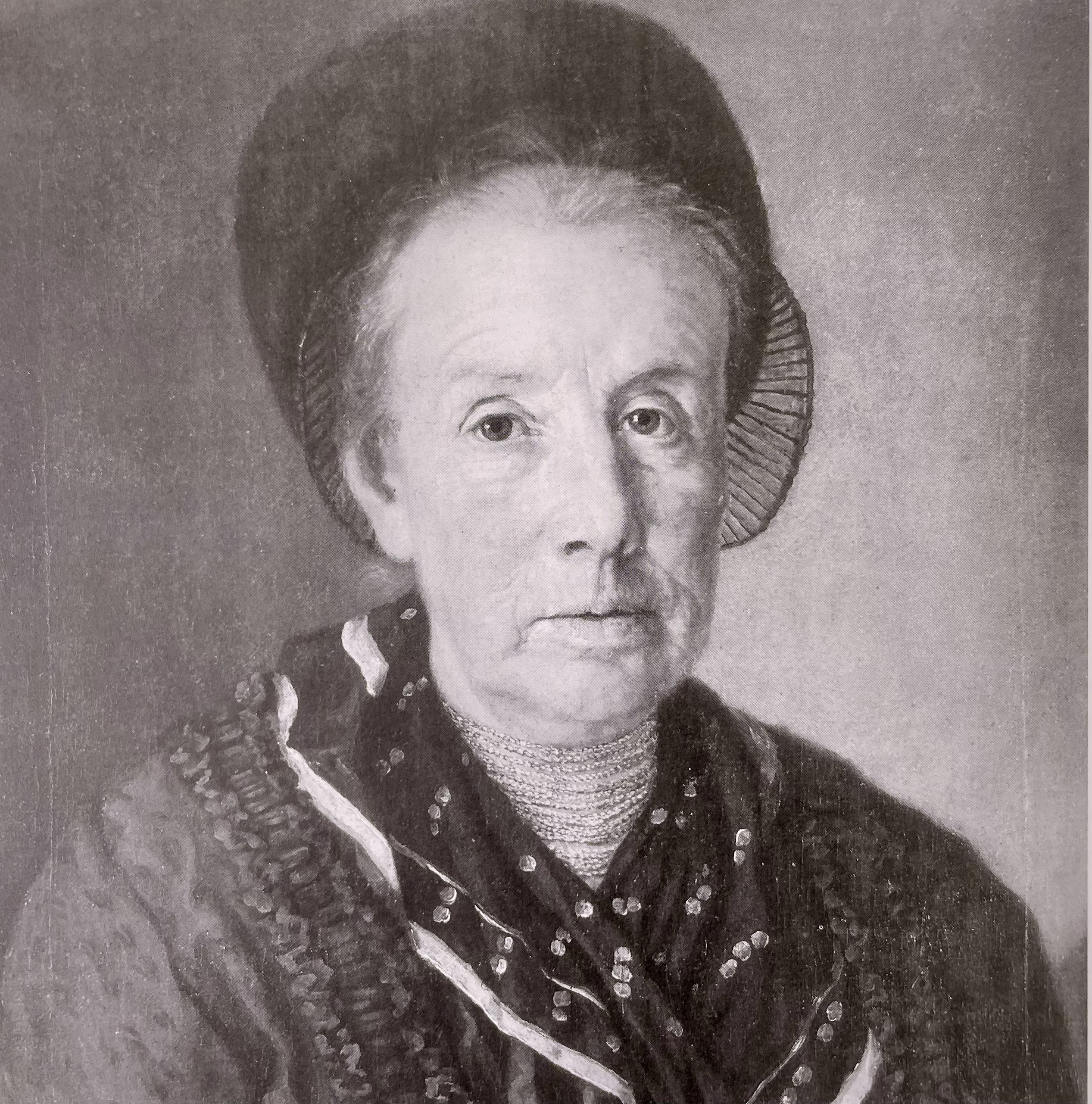
Anna Barbara Büchele 1822
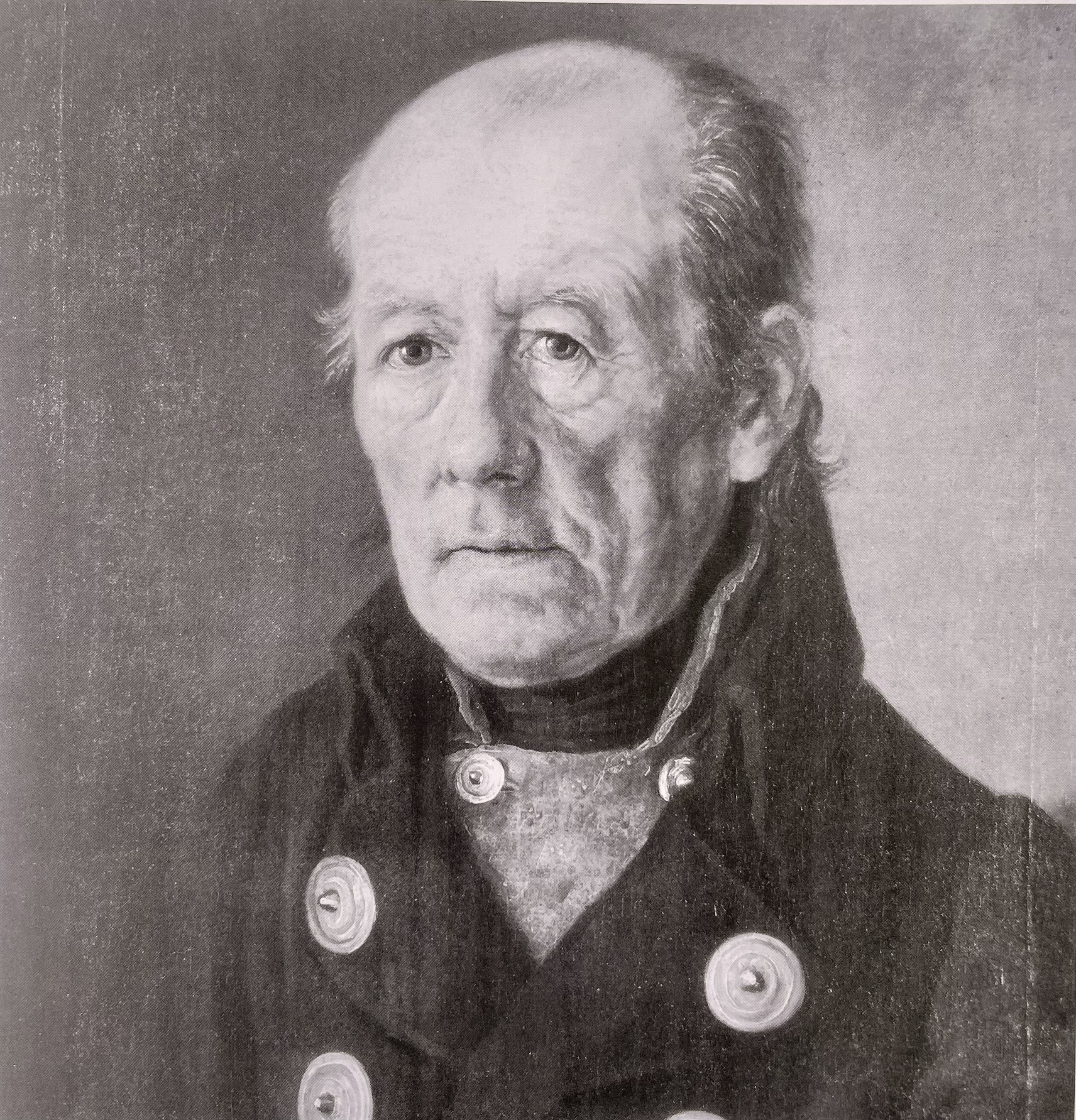
Johann Jakob Büchele 1822
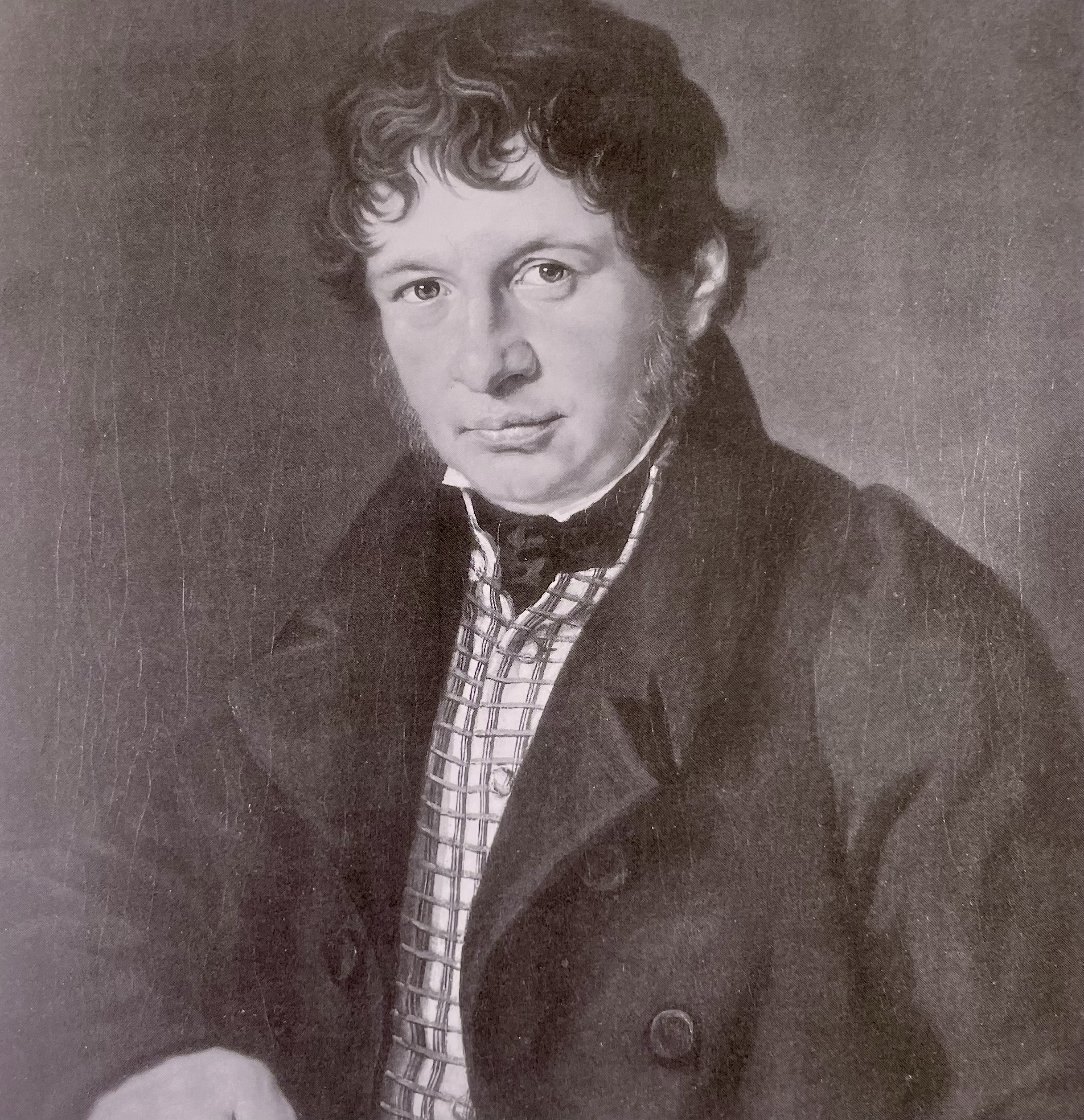
Nikolaus Schwinghammer, Brauereibesitzer 1824
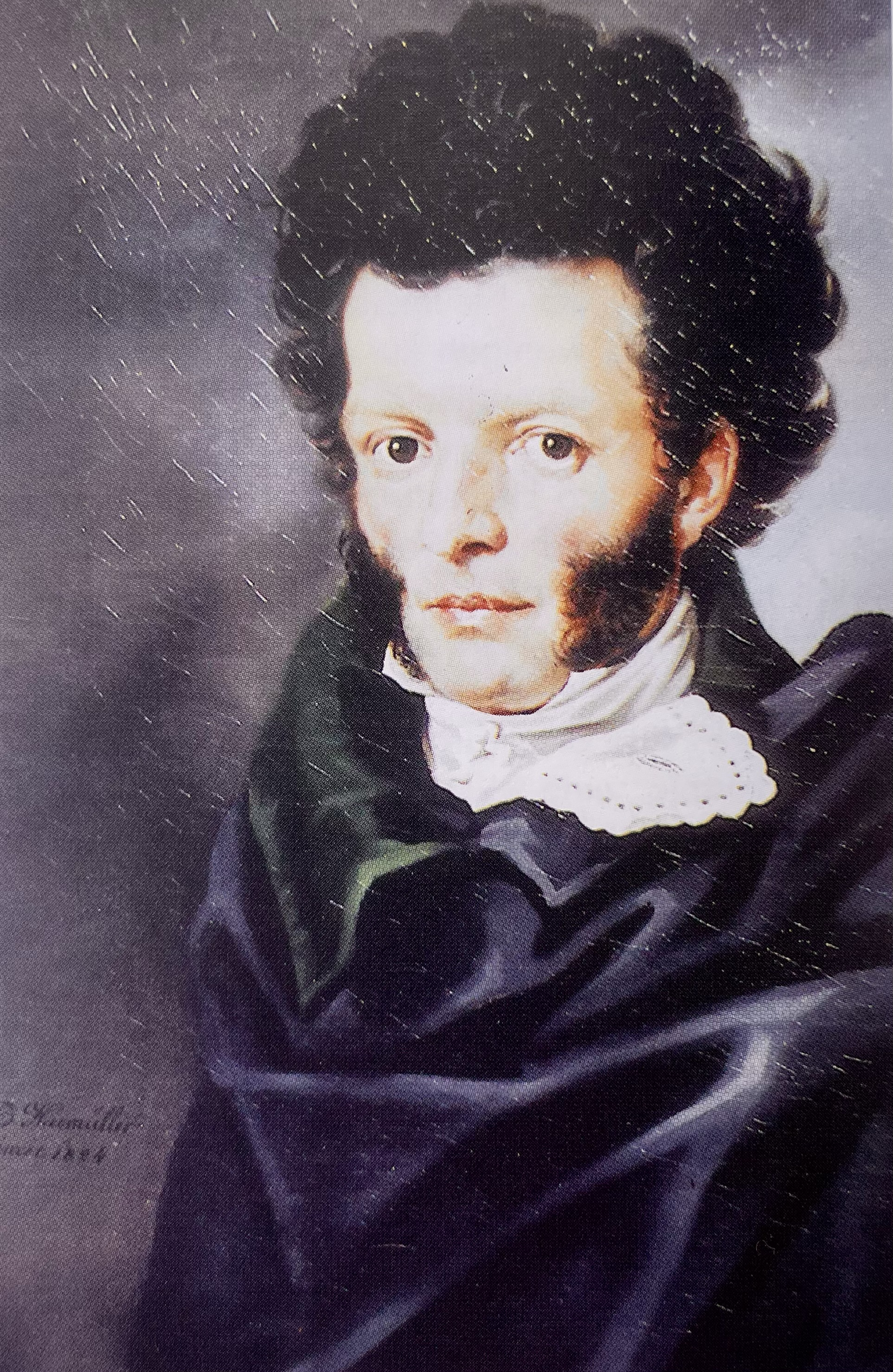
Unbekannter Herr 1824
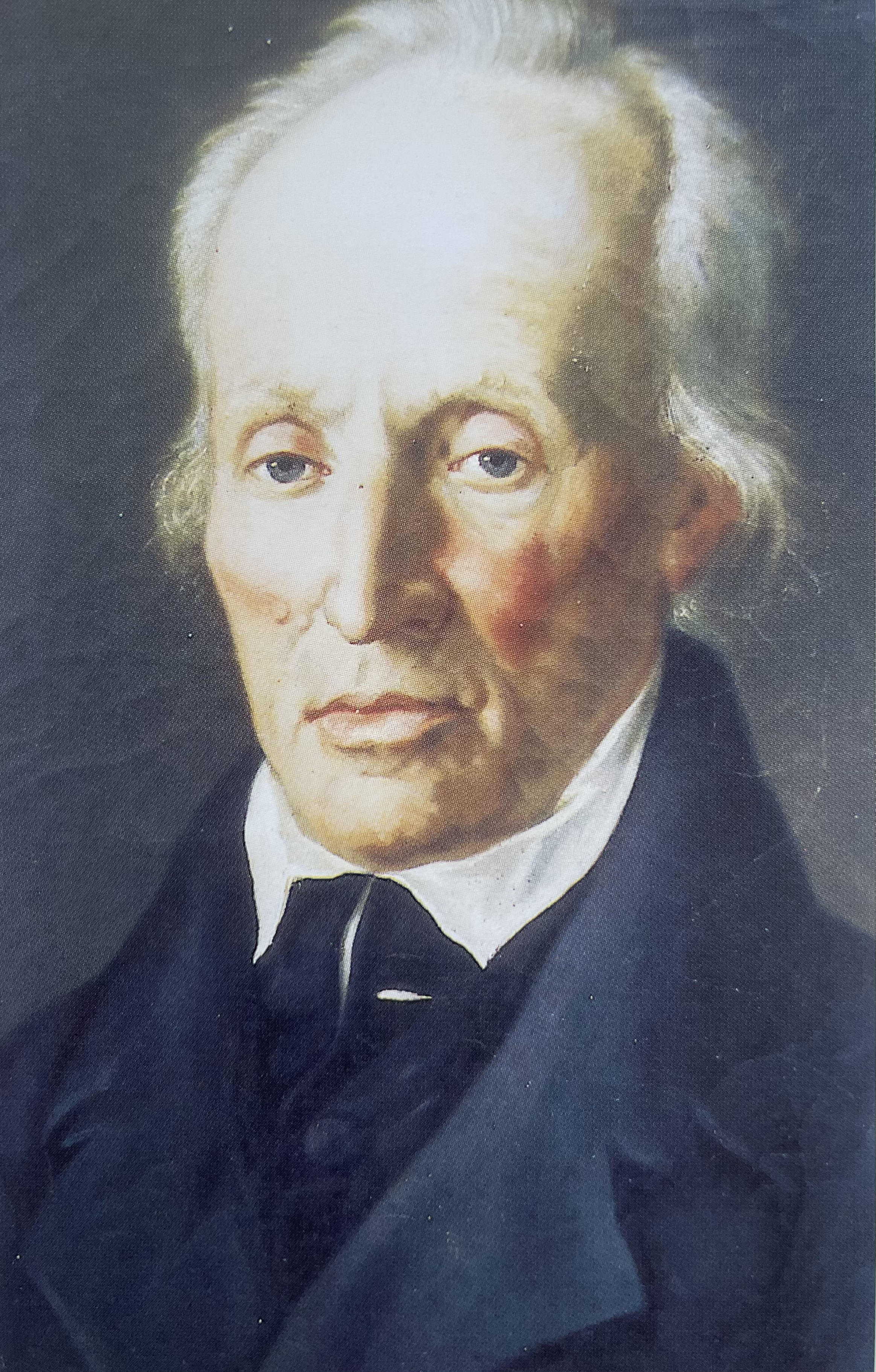
Pfarrer Matthäus Reiter 1828
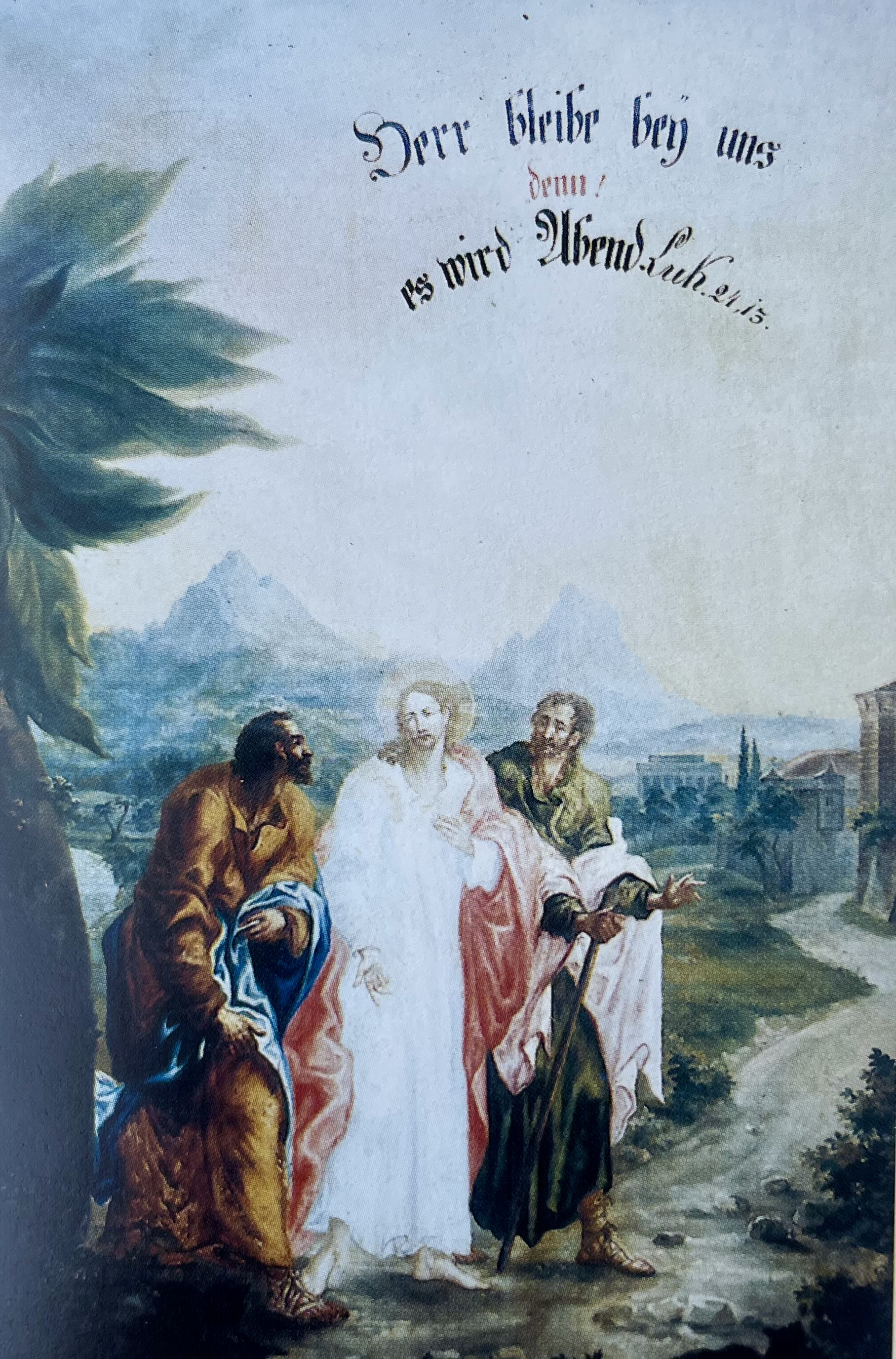
Emausgang 1831